# Raphael Zuber

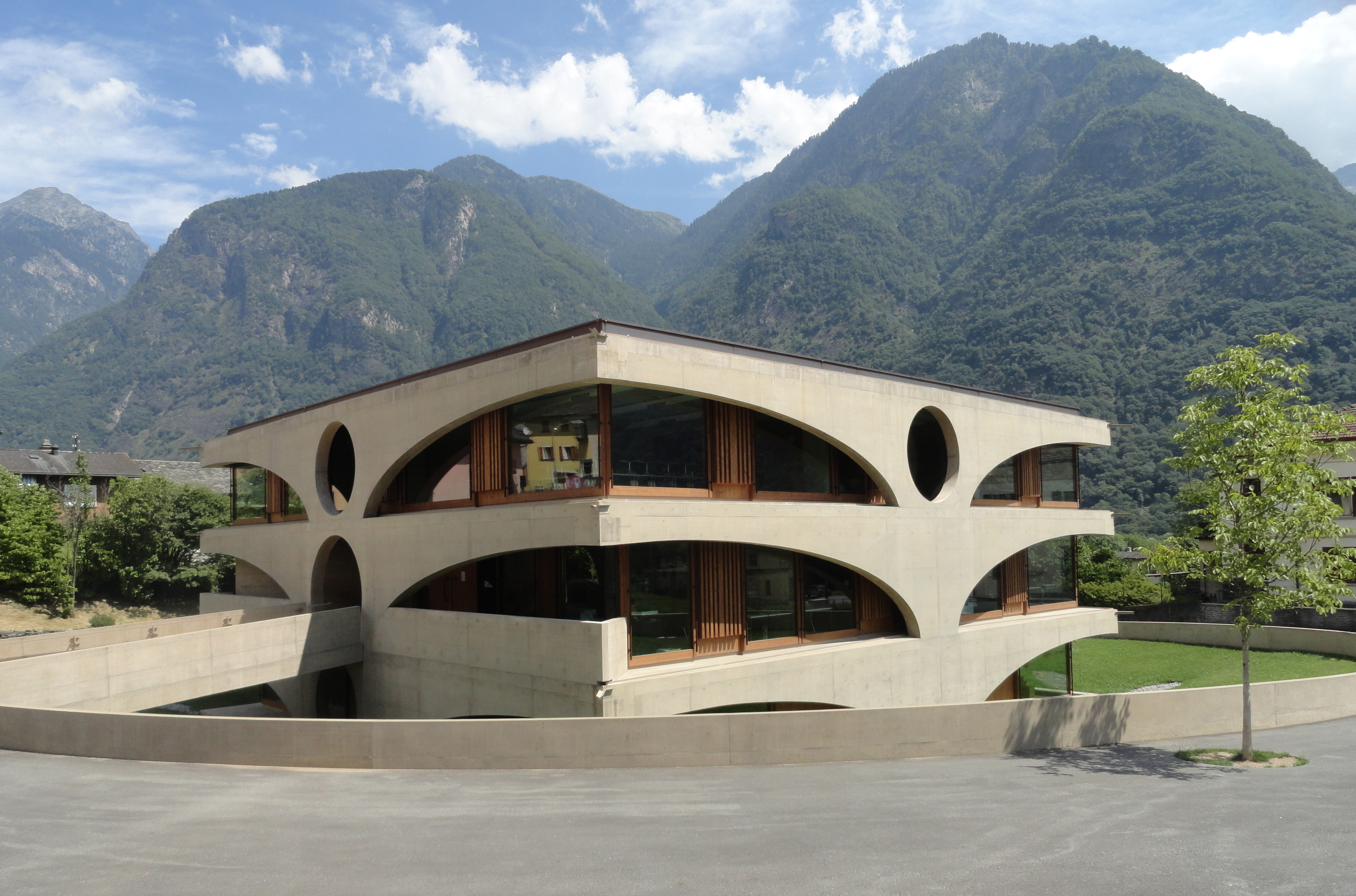
Scuola elementare Grono

Raphael Zuber (Coira, 5 giugno 1973) è un architetto svizzero.

## Biografia
Raphael Zuber ha studiato all'Università di Zurigo fino al 2001 e ha praticato con Valerio Olgiati a Zurigo. Dopo la laurea ha fondato uno studio di architettura a Coira. Zuber ha insegnato all'Accademia di architettura di Mendrisio, all'Scuola di architettura di Oslo, all'Università di Losanna, all'ETH di Zurigo e alla Università Cornell. Raphael Zuber è stato invitato da Alejandro Aravena alla Biennale di Architettura di Venezia nel 2016, dove ha esposto quattro dei suoi progetti più recenti.

## Opere

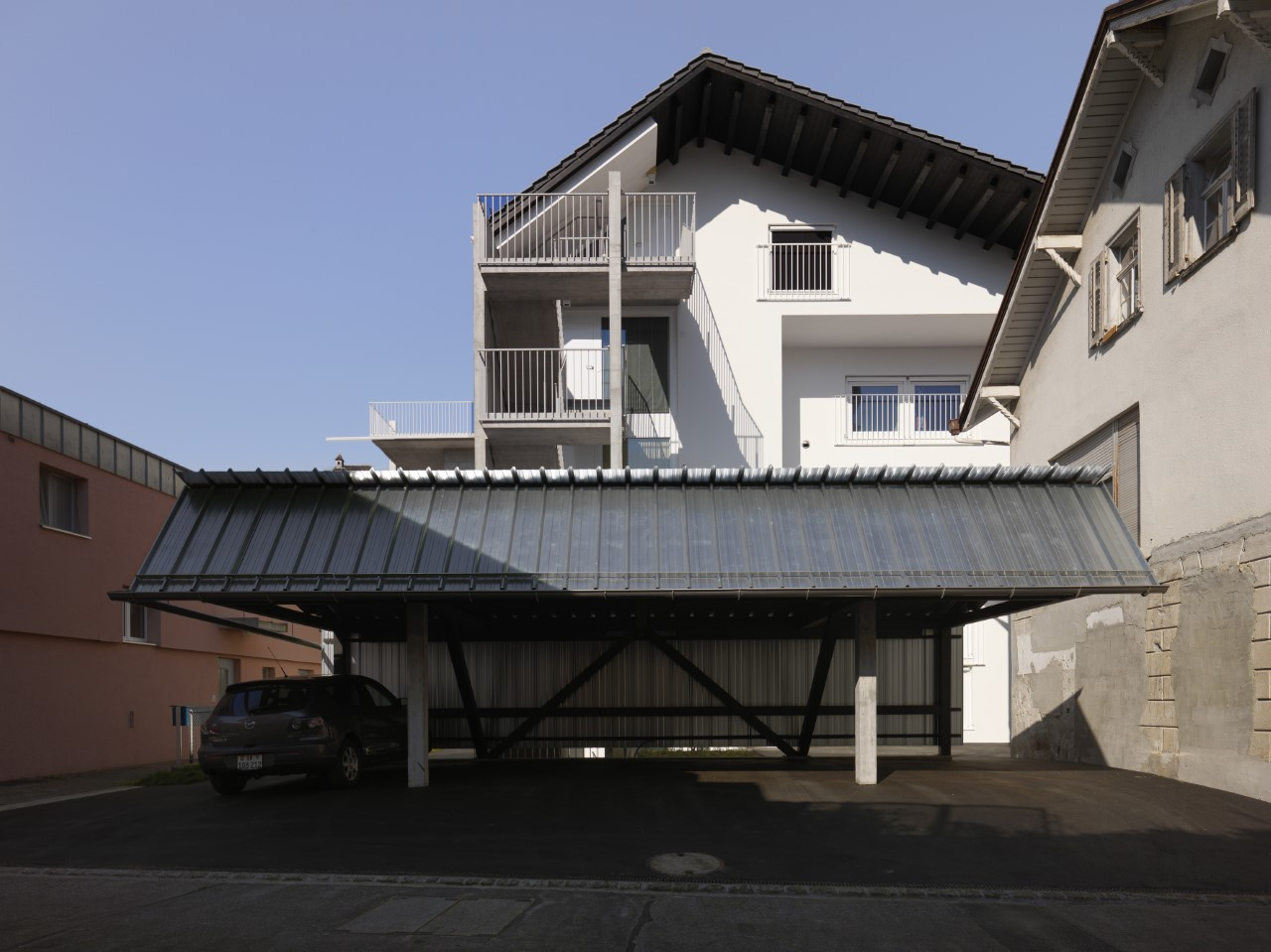
Casa ad appartamenti, Domat/Ems

- 2007–2011: Scuola elementare e scuola dell'infanzia, Grono con Conzett Bronzini Gartmann e Maurus Schifferli[2]
- 2005–2016: Casa ad appartamenti, Domat/Ems con Conzett Bronzini Gartmann
- 2014–2016: Inverted House, Hokkaidō con scuola di architettura di Oslo und Kengo Kuma e soci
- 2018–2024: Casa sur Mar Nero con Laura Cristea
- 2018–2026: Piscina pubblica, Gossau con Ferrari Gartmann e Maurus Schifferli

## Premi
- 2012: Premio di architettura e ingegneria per l'edilizia antisismica per scuola elementare e scuola dell'infanzia, Grono
- 2013: Premio per le buone costruzioni Grigioni per scuola elementare e scuola dell'infanzia, Grono
- 2018: Premio di riconoscimento della città di Coira